# Farfalle del parco nazionale della Maiella

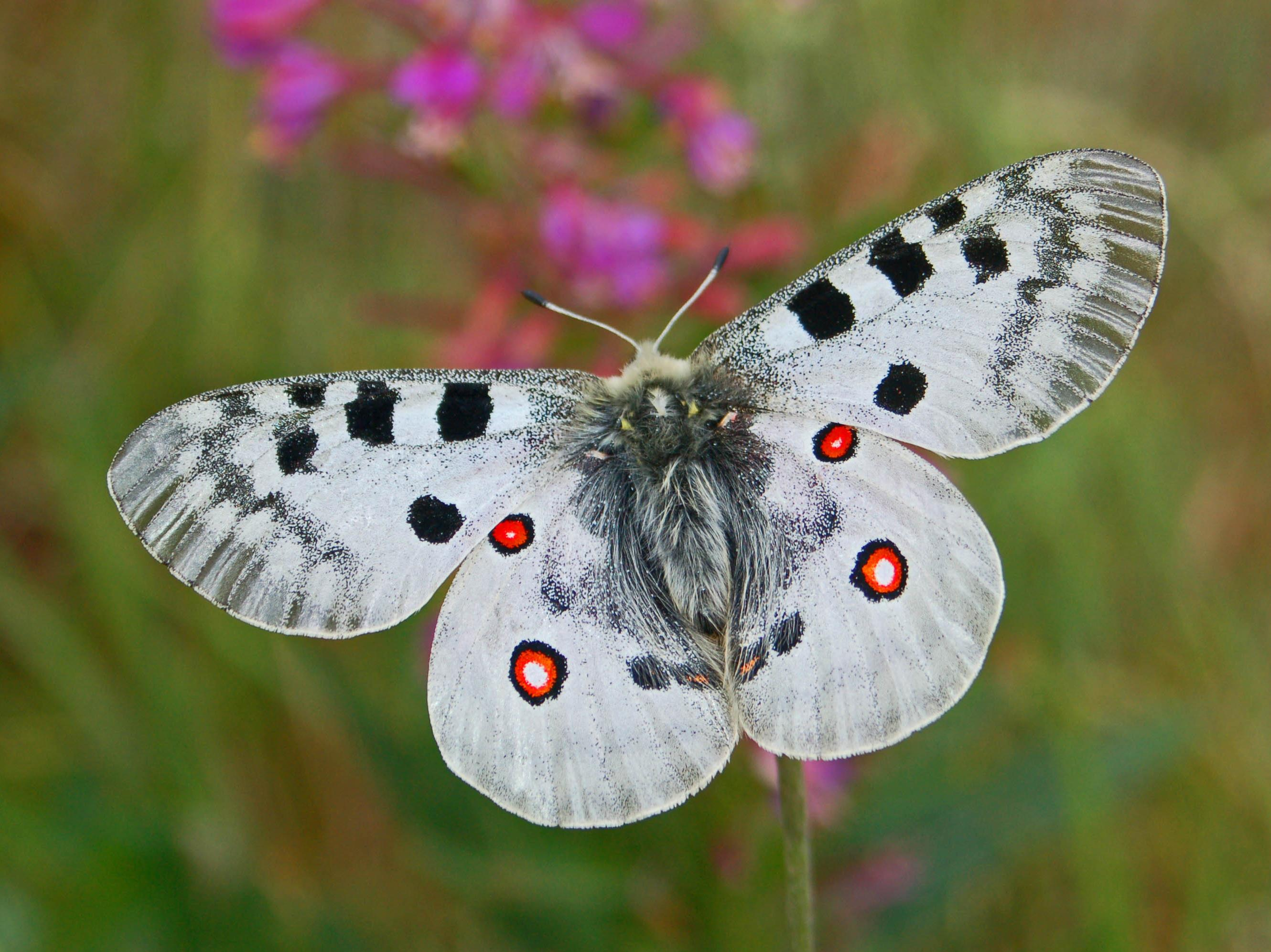
La Parnassius apollo, una delle numerose specie di farfalle presenti nel parco nazionale della Maiella

Il parco nazionale della Maiella ospita una lepidotterofauna molto ricca considerandone superficie, posizione geografica ed estensione altitudinale, con 147 specie di farfalle segnalate.

## Descrizione
L'area è caratterizzata da alcuni dei più importanti rilievi dell'Appennino, che costituiscono zone di rifugio per varie specie orofile che in Italia sono più diffuse sulle Alpi, mentre in ambito appenninico risultano circoscritte ai massicci montuosi a maggior quota e dove sono più vulnerabili agli effetti del riscaldamento climatico. Ne sono un esempio Parnassius apollo e Parnassius mnemosyne, entrambi inclusi nella direttiva habitat 92/43/CEE, e alcuni licenidi (Lycaena hippothoe, Polyommatus damon e Polyommatus eros) e ninfalidi (Boloria pales, Melitaea varia e varie Erebia). Tra le Erebia, vi sono Erebia pluto ed Erebia gorge, in diminuzione nell'intera area appenninica e localizzate su pendii rocciosi e macereti ad oltre 2000 m s.l.m., mentre Erebia albergana ed Erebia euryale si avvicinano qui al loro limite meridionale d'areale. Le zone idonee per le suddette specie sono quelle ad alta quota, come il crinale tra la Maielletta ed il monte Amaro. Altre specie montane presenti nel parco sono Anthocharis euphenoides e Polyommatus dolus, considerate «Quasi Minacciate» (Near Threatened, NT) dalla lista rossa italiana IUCN, oltre a Coenonympha dorus, tutte localizzate in Italia, anche nel nord-ovest. Nell'area sono segnalate anche specie limitate alle regioni italiane centro-meridionali, come Carcharodus baeticus, considerato anch'esso «Quasi Minacciato», nonché Coenonympha rhodopensis, un tempo situata in una zona tra il Veneto e il Trentino, dove però non è più confermata da decenni. Vi sono inoltre endemismi genetici, come Hyponephele lupina, Lycaena thersamon e Melitaea trivia. Tra le specie in direttiva habitat, oltre ai predetti Parnassius, nel parco vi sono Euphydryas aurinia, Melanargia arge e Phengaris arion, nonché Zerynthia cassandra, attestata sulla base di datate segnalazioni.